# Paratylana invasa
Paratylana invasa är en insektsart som först beskrevs av Melichar 1906.  Paratylana invasa ingår i släktet Paratylana och familjen sköldstritar. Inga underarter finns listade i Catalogue of Life.